# Tomorrow’s World
Tomorrow’s World – czternasty album brytyjskiej grupy Erasure wydany w roku 2011. Utwory zostały napisane w domowym studiu V. Clarke’a w Nowym Jorku. Vince Clarke oraz Andy Bell są autorami wszystkich utworów. Producentem krążka jest Frankmusik, zaś mikserem Rob Orton.

## Standardowa edycja
| CD1 | Tytuł                               | Długość |
| --- | ----------------------------------- | ------- |
| 01. | Be with You                         | 3:33    |
| 02. | Fill Us with Fire                   | 3:16    |
| 03. | What Will I Say When You're Gone?   | 3:43    |
| 04. | You've Got to Save Me Right Now     | 2:53    |
| 05. | A Whole Lotta Love Run Riot         | 3:47    |
| 06. | When I Start To (Break It All Down) | 3:43    |
| 07. | I Lose Myself                       | 3:15    |
| 08. | Then I Go Twisting                  | 3:52    |
| 09. | Just When I Thought It Was Ending   | 3:42    |
| 10. | Shot to the Heart                   | 3:17    |
| 11. | Tomorrow’s World                    | 4:15    |

Dysk 2 - Edycja deluxe
| #   | Tytuł                                     | Długość | Wersja                                   |
| --- | ----------------------------------------- | ------- | ---------------------------------------- |
| 01. | I Lose Myself                             | 7:27    | No Self Control Mix (autor Gareth Jones) |
| 02. | Give Me Life                              | 5:00    | Utwór                                    |
| 03. | Fill Us with Fire                         | 7:22    | Fired Up Mix (autor Gareth Jones)        |
| 04. | When I Start To (Break It All Down)       | 4:56    | Frankmusik Remix                         |
| 05. | Clash (I Lose Myself)                     | 3:20    | Demo                                     |
| 06. | Big Song (Fill Us with Fire)              | 3:08    | Demo                                     |
| 07. | Major 7th (Be with You)                   | 3:21    | Demo                                     |
| 08. | Save Me (You've Got to Save Me Right Now) | 2:35    | Demo                                     |

## The Complete Tomorrow’s World Box
W 2012 roku do sprzedaży trafiła limita wersja albumu zawierająca CD z albumem oraz DVD z remiksami i promocyjnymi klipami.
1. Dysk 1 - CD
1. When I Start To (Break It All Down) - Kris Menace Club Remix
2. A Whole Lotta Love Run Riot - Reflex Radio Mix
3. Be with you - Starshapes Instrumental Remix
4. Fill Us with Fire - Liam Keegan Radio Remix
5. A Whole Lotta Love Run Riot - Paul Goodyear & Wayne G Club Mix
6. When I Start To (Break It All Down) - Steve Smart & Westfunk Main Room Club Mix
7. Fill Us with Fire - JMRX Radio Remix
8. Be with You - Tony Marinos Club Mix
9. Fill Us with Fire - Liam Keegan Instrumental Remix
10. Be with You - Yiannis Mix Show Edit
11. I Lose Myself - D-Force Remix
12. When I Start To (Break It All Down) - Kris Menace Instrumental Remix
13. A Whole Lotta Love Run Riot - Reflex Club Remix
14. When I Start To (Break It All Down) - Simlish Version

2. Dysk 2 - DVD
Promocyjne filmy
1. When I Start To (Break It All Down)
2. Be with You
3. Fill Us with Fire

Dodatkowe filmy
1. Tomorrow’s World - A Short Film
2. When I Start To (Break It All Down) - Animation Version
3. Fill Us with Fire - ESO 50th Anniversary Exclusive
4. Be with You - EIS Competition Winner
5. When I Start To (Break It All Down) - Simlish Version

Sesja nagraniowa
1. When I Start To (Break It All Down)
2. I Lose Myself
3. Love To Hate You
4. Be with You
5. Fill Us with Fire

Remiksy (w formacie MP3)
1. Be with You - Moto Blanco Instrumental Remix
2. A Whole Lotta Love Run Riot - Paul Goodyear & Wayne G Dub Mix
3. Be with You - Tony Marinos Dub
4. Fill Us with Fire - JMRX Club Dub
5. When I Start To (Break It All Down) - Steve Smart & Westfunk Main Room Dub Mix
6. Be with You - Yiannis Unruly Dub

## Miejsce na listach przebojów
| Pozycja | Wykres                     |  |
| ------- | -------------------------- |  |
| 20.     | Danish Album Charts        |  |
| 35.     | German Album Charts        |  |
| 29.     | UK Album Charts            |  |
| 61.     | US Billboard 200           |  |
| 06.     | US Dance/Electronic Albums |  |
| 11.     | US Independent Albums      |  |